# Сунгуровка
Сунгуровка (баш. Соңғор) — деревня в Шаранском районе Республики Башкортостан Российской Федерации. Входит в состав Писаревского сельсовета. 

## География

### Географическое положение
Расстояние до:
- районного центра (Шаран): 28 км,
- центра сельсовета (Писарево): 3 км,
- ближайшей ж/д станции (Туймазы): 58 км.

## История
В 1920 году по официальным данным в посёлке Шаранской волости Белебеевского уезда Уфимской губернии 4 двора и 34 жителя (14 мужчин, 20 женщин), по данным подворного подсчёта — 37 русских в 4 хозяйствах.
В 1926 году посёлок относился к Шаранской волости Белебеевского кантона Башкирской АССР, также назывался Кукушкинским.
Обозначена на карте 1987 года как деревня с населением около 30 человек.
В 1989 году население — 22 человека (11 мужчин, 11 женщин).
В 2002 году — 12 человек (6 мужчин, 6 женщин), русские (92 %).
В 2010 году — 4 человека (3 мужчины, 1 женщина).

## Население
| 2002 | 2009 | 2010 |
| ---- | ---- | ---- |
| 12   | ↘6   | ↘4   |